# Serra de Atapuerca
A serra de Atapuerca é um pequeno conjunto montanhoso situado ao norte de Ibeas de Juarros, na província de Burgos, em Castela e Leão, Espanha, que se estende de noroeste a sudeste, entre os sistemas montanhosos da Cordilheira Cantábrica e do Sistema Ibérico. Foi declarado "espaço de interesse natural", bem de interesse cultural e Património da Humanidade como consequência dos excepcionais achados arqueológicos e paleontológicos que se situam em seu interior, entre os quais se destacam os testemunhos fósseis de pelo menos quatro espécies distintas de hominídeos: Homo sp. da Sima del Elefante, Homo antecessor, Homo heidelbergensis e Homo sapiens.

## Situação geográfica
A serra é limitada a sul pelo rio Arlanzón, a norte pelo rio Vena e a leste pela serra da Demanda, um contraforte do Sistema Ibérico. faz parte do chamado corredor da Bureba, uma importante passagem histórica entre o vale do Ebro e a bacia do Douro.
Do ponto de vista orográfico é uma formação modesta, com altitude máxima de 1 079 m no Cume de São Vicente. É formada por calcários do Cretáceo cobertas por massas florestais importantes de azinheira (Quercus ilex) e carvalho-português (Quercus faginea) e sobretudo arbustos de Genista scorpius, alecrim (Rosmarinus officinalis), alfazema (Lavandula spica), tomilho (Thymus vulgaris) e salva (Salvia).
O passo da Bureba foi desde sempre usado como rota em direção ao interior da Península Ibérica a partir da Europa. O passo liga as vertentes mediterrânica (o vale do Ebro) com a vertente atlântica (vale do Douro), que por sua vez se situa na rota que, proveniente dos passos dos Pirenéus, se dirige para ocidente (Galiza e Portugal) e para sul a meseta castelhana, Andaluzia, Estremadura, sul de Portugal e África. Uma das principais estradas romanas passava por Atapuerca, da mesma forma que o Caminho de Santiago na Idade Média, a estrada nacional N-I em finais do século XIX (hoje a Autovía del Norte) e atualmente a autoestrada AP-1.
Essa rota que passa pela serra de Atapuerca não foi usada só pelo ser humano, em qualquer das suas espécies; a fauna e a flora também a usaram nas suas expansões. Isto deu lugar a uma importante presença de fauna e flora diversificada e à ocupação humana contínua desde há mais de 800 000 anos, para o que contribui também a fertilidades das terras e a abundância de recursos naturais.

## Geologia
A serra é composta por uma pequena colina — correspondente a um anticlinal tombado (vergência nordeste e direção ibérica nor-noroeste—sul-sudeste) — formada por calcários, areias e arenitos de origem marinha pertencentes ao Cretáceo Superior (entre 80 e 100 milhões dea nos) cobertas pelos materiais trazidos pelo rio Arlanzón, que formaram numerosos terraços aluviais no Quaternário. A parte mais elevada da colina é totalmente plana, uma característica que indica que sofreu uma forte erosão desde há vários milhões de anos.
E redor da serra, e sobre esse anticlinal, existem materiais de origem continental mais modernos, correspondentes ao Terciário (entre 25 e 5 milhões de anos). Os seus componentes são conglomerados de calcário e argilas  vermelhas do Oligoceno, debaixo de uma sequência de margas, argilas, gipsitas e aglomerados calcários e margosos, próprios do antigo ambiente lacustre da bacia do Douro.
Durante o final do Plioceno e início do Pleistoceno  começa a formar-se o vale fluvial do Arlanzón, que ao abrir o seu leito através da serra criou 15 níveis de terraços quaternários muito assimétricos. A subida das águas do rio e a estrutura calcária deram lugar a um complexo cárstico com numerosas covas, muitas delas abertas ao exterior devido a diversas causas (desmoronamentos, cortes, etc.). Por essas aberturas foram-se depositando ao longo dos anos terra, poeira, pólens, restos de animais, excrementos, etc., a ponto de algumas das entradas terem ficado tapadas, preservando o interior intacto até que surgiram novas aberturas. Isto permitiu a conservação de restos e fósseis de hominídeos em numerosas covas debaixo dos bosques de Atapuerca, protegendo-os das mudanças bruscas de temperatura e umidade.

## História

### Primeiras descobertas; século XIX
As primeiras explorações sistemáticas do sistema cárstico de Cueva Mayor (Caverna Maior) remontam a meados do século XIX, apesar da caverna já ser conhecida e visitada desde muito tempo antes. Em 1863 Felipe Ariño solicita a concessão em propriedade da caverna. Cinco anos depois, em 1868, foi publicada uma descrição detalhada da gruta, da autoria de Pedro Sampayo e Mariano Zuaznavar, na qual é descrito pela primeira vez o que atualmente é conhecido como Sima de los Huesos (abismo dos ossos). Há outra referência deste local em 1890, num pedido para a obtenção de uma autorização de exploração mineira de outras zonas de Cueva Mayor. Em paralelo com estas primeiras investigações têm lugar várias várias espoliações e destruições do interior.
Em finais do século XIX, uma época em que a Espanha entrava na Revolução Industrial, construiu-se uma linha de caminho de ferro mineiro entre a serra da Demanda e Burgos (mais exatamente, até à linha Burgos–Bilbau). Nesses anos, as siderurgias bascas requeriam uma grande quantidade de ferro e carvão, mais do que as explorações de Leão e das Astúrias conseguiam então produzir e a serra da Demanda tinha potenciais minas de ferro e hulha. No entanto, não havia nenhum tipo de transporte que pudesse levar o minério extraído para os altos-fornos de fundição situados na Biscaia. Para resolver esse problema, em 1896 foi outorgada uma autorização para construir aquela linha férrea de via estreita à "The Sierra Company Limited", a empresa recém-criada por Richard Preece Williams. Esta empresa encarregou-se do trajeto entre Monterrubio de la Demanda e Villafría, bem como do investimento em várias minas situadas em localidades como Pineda de la Sierra, Riocavado de la Sierra, Barbadillo de Herreros, Monterrubio de la Demanda ou Valle de Valdelaguna. A obra ferroviária, na qual participaram 1 500 operários, compreendia um total de 65 km de via e foi terminada em 1901.
Inicialmente o projeto não previa a passagem pela serra de Atapuerca, mas por uma razão desconhecida, isso acabou por acontecer, tendo sido escavado um desfiladeiro artificial no lado sudoeste da serra, com 500 metros de extensão e uma profundidade que chega aos 20 metros. Este trecho acrescentou um quilómetro aos planos iniciais e poderá dever-se a uma intenção de aproveitamento comercial do calcário da serra, que era usado como material de construção desde a Idade Média. O desfiladeiro atravessou numerosas cavernas atulhadas com sedimentos do Pleistoceno, com ossos e indústria lítica, em que ninguém reparou, expondo-as à luz e mostrando claramente a sua estratificação.
O compromisso com a empresa foi que o seu caráter não seria exclusivamente mineiro; como condição para receber a subvenção da Deputação, a The Sierra Company Limited teve que comprometer-se a transportar passageiros e mercadorias e para esse fim a empresa adquiriu quatro locomotivas a vapor e diverso material circulante. No entanto, a linha nunca chegou a consolidar-se economicamente, devido aos elevados preços impostos pela Ferrocarriles del Norte. A linha deixou de funcionar cerca de 1910 e em 1917 a sociedade Basco-Castelhana, herdeira da The Sierra Company Limited, faliu e desapareceu definitivamente. Ainda hoje se conservam pontes, taludes, túneis e estações daquela ferrovia. Em 1950 o desfiladeiro foi usado como pedreira, o que afetou negativamente as jazidas, destruindo parte delas.

### Primeiras campanhas
Em 1964 o professor Francisco Jordá Cerdá deu início às primeiras campanhas de escavações que pararam pouco tempo depois. Oito anos mais tarde um grupo de espeleólogos descobriu a chamada Galeria do Sílex, que contém restos de rituais funerários e de pinturas da Idade do Bronze. Em 1973 o professor J.M. Apellániz inicia as escavações do Portalón de Cueva Mayor, as quais tiveram onze campanhas.

### Estudo atual
Em 1976 o engenheiro de minas Trinidad de Torres Pérez-Hidalgo (conhecido como Trino), que então realizava a sua tese de doutoramento em ossos fósseis, leva a ao antropólogo Emiliano Aguirre Enríquez vários restos humanos encontrados numa das escavações de Atapuerca: a Sima de los Huesos. Em 1980 foram iniciadas as escavações na Galeria do Sílex, que duraram mais de uma década. Em 1984 começaram as escavações sistemáticas na Sima de los Huesos.
Em 1990 Emiliano Aguirre reformou-se e a direção dos trabalhos passa para uma equipa formada por Juan Luis Arsuaga, José María Bermúdez de Castro e Eudald Carbonell Roura. Desde então foram encontrados instrumentos líticos do "Modo técnico 1" (Paleolítico inferior arcaico), os mais primitivos, na base da "Grande Dolina", datados de c. 900 000 anos. Em 1992 foram encontrados vários crânios na Sima de los Huesos, entre eles famoso crânio número 5, batizado com o nome de Miguelón em honra de Miguel Indurain, o que confere relevância internacional e científica ao sítio arqueológico, tornando-o imprescindível nos estudos da evolução humana.
Os anos de 1994 e 1995 proporcionaram um rico registo de ferramentas de Modo 1 junto a restos humanos, todos eles com mais de 800 000 anos, o que confirma uma presença humana muito antiga na Europa. No ano seguinte ficou provado, mediante o estudo de marcas nos ossos, que se praticava canibalismo ritual; esta é a referência a canibalismo mais antiga da Europa. Nesse período foi também iniciada a escavação na Sima del Elefante.
O ano de 1997 foi de grande importância para o sítio, pois foi comprovada a descoberta de uma nova espécie humana, o Homo antecessor. As investigações recebem vários prémios de prestígio, entre os quais o Prémio Príncipe das Astúrias e o de Ciências Sociais da Junta de Castela e Leão.
Em 1998 foi provado que os restos encontrados na Sima de los Huesos, atribuídos ao Homo heidelbergensis, pertencem a seres humanos, que além de terem capacidade de abstração e de simbologia se deparavam com os problemas místicos inerentes ao ser humano. Isso foi confirmado pelo achado de uma ferramenta biface (modo 2), a chamada "Excalibur", que não foi utilizada e que foi fabricada num material muito apreciado, depositada como homenagem a algum membro do grupo ali enterrado.
Em 1999 começaram as escavações na gruta "do miradouro" e no ano seguinte o sítio foi inscrito na lista do Património Mundial. Na Sima do Elefante foram encontrados restos de utensílios líticos datados de há um milhão de anos. É identificada uma nova espécie de roedor, o Microtus (Allophaiomys) lavocati e são retomadas as escavações no Portalón de Cueva Mayor. Na Grande Dolina foi identificada uma nova espécie de urso das cavernas, o Ursus (dolinensis [[dolinensis {{{3}}}|{{{3}}}]]), cujos restos foram encontrados no nível TD4.

## Escavações
Na segunda metade do século XIX foram feitos alguns achados que indicavam a riqueza arqueológica da zona, mas só no último quartel do século XX foram realizados estudos aprofundados e sistemáticos que revelaram que o conjunto de jazidas pré-históricas é um dos mais importantes da Europa e um dos mais relevantes do mundo, onde se fizeram achados que mudaram a história registada da humanidade. A cronologia dos restos vão desde o Pleistoceno Inferior (há mais de um milhão de anos) até ao Holoceno (época atual, iniciada há 11 500 anos, e fornecem dados sobre a fauna, flora e clima.
As jazidas são excecionais pela abundância de registos fósseis, bom estado de conservação e importância científica. Os utensílios líticos encontrados abarcam todas as etapas tecnológicas, desde as formas mais primitivas do entalhe da pedra até às da Idade do Bronze.
No que toca à fauna, foi encontrada uma nova espécie de urso das cavernas, batizado como Ursus (dolinensis [[dolinensis {{{3}}}|{{{3}}}]]). Os achados mais importantes são os de restos humanos; encontram-se em várias jazidas, o que não é habitual. Entre eles encontraram-se restos do antepassado humano mais antigo da Europa, o Homo antecessor, a última espécie comum entre os homens-de-neandertal, o Homo sapiens e o pré-neandertal Homo heidelbergensis.
Seguidamente são apresentados as jazidas mais relevantes e que proporcionaram mais informação para entender a pré-história. Entre eles destacam-se os que se situam na Trinchera del Ferrocarril ("trincheira do caminho-de-ferro"; como a Sima del Elefante, Galería e Gran Dolina) e os pertencentes ao sistema cárstico da Cueva Mayor/Cueva del Silo (como Portalón, Galería del Sílex e Sima de los Huesos). À parte encontra-se a Cueva del Mirador, uma caverna situada no extremo sudeste da serra, aparentemente sem relação com o sistema cárstico mencionado anteriormente. Foram localizados mais de 50 jazidas exteriores (como o Vale das Orquídeas e Hundidero, tendo este último começado a ser escavado recentemente) e na região que inclui a serra e os seus arredores há um numerosos monumentos megalíticos (dólmens), o que comprova que o complexo de Atapuerca é muito extenso, não se limitando à trincheira do caminho-de-ferro e as suas vizinhanças.

### Trinchera del Ferrocarril

#### Sima del Elefante (TE)
A jazida da Sima del Elefante, também conhecida como Trinchera Elefante (TE), situa-se na Trinchera del Ferrocarril, sendo o primeira jazida que se encontra quando se entra pela entrada sul da trincheira. No contexto do complexo cárstico da Cueva Mayor/Cueva del Silo, encontra-se no final da Galería Baja, desconhecendo-se ainda a relação sedimentológica entre aqueles locais. Deve constituir uma galeria cárstica com mais de 15 metros de altura e 18 metros de largura máxima. É uma caverna colmatada por sedimentos, que se descobriu quando foi construída a trincheira em finais do século XIX, que deixaram a descoberto afloramentos de sedimentos em ambas  as paredes. É sobre a parede oriental destes afloramentos que decorrem as investigações. O nome deve-se à aparição, em 2001, de fósseis que foram inicialmente atribuídos a elefantes, embora investigações posteriores tenham demonstrado que afinal pertencem a rinocerontes. No entanto, em campanhas posteriores descobriu-se um astrágalo que pertencia a um elefante, confirmando-se a presença deste animais nos seus depósitos fossilíferos.
A jazida da trincheira foi a que começou a ser escavada mais tarde de forma sistemática. Os 21 metros de sedimentos abarcam todo o período de ocupação humana da serra correspondente ao Pleistoceno. Os seus níveis inferiores são os mais antigos de toda a serra — estão próximos do subcron paleomagnético Jaramillo, — e situam-se 3,5 metros abaixo do nível atual da trincheira, com idade superior a um milhão de anos (Pleistoceno Inferior). Nestes níveis foram encontrados estos de fauna acompanhados de instrumentos líticos, que demonstram a presença de hominídeos numa época anterior aquela em que viveu o Homo antecessor da Gran Dolina (há cerca de 780 000. Além disso, em alguns restos ósseos de animais foram encontradas marcas de corte produzidas pelo contacto de instrumentos líticos com o osso enquanto este era descarnado, pelo que se podem inferir certos aspetos da alimentação daqueles hominídeos. Por outro lado, nos níveis superiores apareceram instrumentos líticos de tipo musteriense ou modo 3, associados a neandartais, junto a fósseis de cavalos e veados.
Em março de 2008 foram divulgados novos restos de Homo encontrados nesta jazida — uma mandíbula de um indivíduo de aproximadamente 20 anos e 32 ferramentas de sílex do tipo olduvaiense (modo 1),  — que foram datados em 1,2 milhões de anos, sendo portanto muito mais antigos do que os restos originais de Gran Dolina, o que faz recuar consideravelmente a data da presença de hominídeos na Europa. Os restos, que inicialmente foram identificados como sendo de Homo antecessor, foram depois classificados como "Homo sp." (do género Homo, mas sem especificar a espécie) e provavelmente pertencem a uma nova espécie ainda por definir. A mandíbula apresenta características que a aproximam das dos espécimes de Homo mais antigas de África e de Dmanisi (Geórgia), mas com traços que as diferenciam.

#### Galeria e Covacha de los Zarpazos (TG-TN-TZ)
A jazida "da Galeria" situa-se na Trinchera del Ferrocarril e foi a primeira a ser escavada de forma sistemática dentro da trincheira. Trata-se de uma galeria subterrânea (secção TG) que se abre para o exterior por uma chaminé (secção TN) em forma de abismo. Aparentemente a entrada situava-se na zona à esquerda, conhecida como Covacha de los Zarpazos (secção TZ).
A chaminé foi formada pelo desmoronamento do teto da galeria, convertendo-se numa armadilha natural onde caíam (ou para onde eram empurrados pelos caçadores) numerosos animais, que eram prontamente aproveitados por humanos (provavelmente os caçadores) e outros carnívoros.
Os depósitos da galeria abarcam uma cronologia entre os 200 e os 400 mil anos, tendo-se identificado cinco fases sedimentares (TGI-TGV), com presença humana intensa na terceira delas. Nesta fase foram localizados até 13 níveis distintos de ocupação humana nos quais se encontraram numerosas ferramentas líticas do modo 2 (Acheulense) com restos de veados, cavalos, bisontes e rinocerontes. Nas ossadas encontradas há marcas de dentadas de ursos, leões, raposas e linces. Foi também encontrado um fragmento de um crânio pertencente ao Homo heidelbergensis

#### Grande Dolina (TD)
A jazida da Grande Dolina situa-se no interior da trincheira do caminho de ferro e é a mais conhecida, por ser ali que foram encontrados os primeiros vestígios da espécie Homo antecessor. Tem 18 metros de sedimentos cuja cronologia se estende desde há um milhão de anos até 200 mil anos (no nível TD11). Nesses 18 metros de sedimentos foram diferenciados 11 níveis estratigráficos.
Nos níveis inferiores foram encontrados restos de animais carnívoros, como o tigre dentes de sabre e a hiena-malhada (ambos no seu registo mais antigo na Europa), bem como uma nova espécie de urso, antecessor do urso das cavernas, que foi batizada com o nome de Ursus (dolinensis [[dolinensis {{{3}}}|{{{3}}}]]). Foram encontrados utensílios de pedro do modo 1 lítico no nível TD4, como na base da Sima do Elefante, com um milhão de anos de idade.
No nível TD6 foram encontrados em 1994 os restos do que depois foi descrito como uma nova espécie humana, o Homo antecessor, um dos povoadores mais antigos da Europa, proveniente de África. O estudo dos ossos deste achado revelou marcas de corte feitos por uma ferramenta humana, ou seja, determinou-se que estes antigos habitantes da Grande Dolina praticavam o canibalismo. O nível seguinte, o TD7, testemunha a inversão geomagnética de Brunhes–Matuyama (ocorrida há cerca de 780 000 anos, que marca o limite entre o Pleistoceno Inferior e o Pleistoceno Médio) e um curto episódio de polaridade normal ainda mais antigo, de há cerca de 900 000 anos. De notar que os fósseis do Homo antecessor se encontravam no nível inferior, pelo que são mais antigas do que a inversão magnética. O nível TD10 tem restos de indústria lítica de tipo 3, ainda que muito rudimentar.
Foram sendo encontrados mais restos de Homo antecessor que confirmam a importância e riqueza do local. Foram descobertas novas espécies de animais nos sedimentos, como o urso Ursus (dolinensis [[dolinensis {{{3}}}|{{{3}}}]]) e o musaranho Dolinasorex (glyphodon [[glyphodon {{{3}}}|{{{3}}}]]).

### Cueva Mayor

#### Sima de los Huesos
O sítio "Sima de los Huesos" é um pequena câmara situada na base de um poço com 13 metros de profundidade que se encontra na parte mais profunda da "Gruta Maior" (Cueva Mayor). Ali encontrou-se uma grande quantidade de ossos de animais e humanos em excelente estado de conservação. Os sedimentos desse local datam de há cerca de 430 000 anos, pelo menos, ou seja, do Pleistoceno Médio, aos quais o local deve a sua importância. Foram descobertos mais de 5 000 fósseis, pertencents a 30 indivíduos de uma única paleopopulação da espécie Homo heidelbergensis (considerada ancestral do Homo neanderthalensis), com idades muito variadas e de ambos os sexos. Estes restos representam mais de 90% dos fósseis humanos recuperados datados do Pleistoceno Médio de todo o mundo.
Entre esses restos destacam-se 17 crânios, nomeadamente o chamado crânio número 5, o crânio de Homo heidelbergensis melhor conservado do mundo, conhecido popularmente por "Miguelón", em homenagem ao ciclista Miguel Indurain. Há ossos de todos os tipos, desde pélvis, como a chamada Elvis, até ossos do ouvido. Elvis é a pélvis mais completa do registo fóssil; pertenceu a um indivíduo do sexo masculino, com 175 cm de altura e 95 kg de peso. O seu estudo levou a concluir que o Homo heildebergensis  era tão alto como os humanos atuais, mas mais robusto. A cavidade pélvica era maior, facilitando o parto nas mulheres.
Supõe-se que a Sima de los Huesos foi um lugar de enterramento humano e de culto aos defuntos. Só se encontrou uma ferramenta lítica entre os restos humanos, um biface de quartzito roxo que não apresenta sinais de ter sido usado, encontrado em 1998 e conhecido como Excalibur. Considera-se que esta peça foi um presente a algum dos defuntos enterrados no local, o que indicaria a existência de uma mente simbólica e reflexiva, preocupada com os problemas eternos da vida e da morte e com capacidade de sentimentos. Isso assinala o Homo heidelbergensis como um ser humano completo no aspeto espiritual.
O estudo tafonómico de uma pequena parte das fraturas encontradas nos ossos, típicas da fase bioestratinómica, indica que possam dever-se aos fortes impactos causados pela queda livre dos corpos nos treze metros de profundidade da caverna; por sua vez, as fraturas nos ossos grandes são compatíveis com roturas ocorridas depois do enterramento, caraterísticas de enterramentos coletivos.
Entre os restos de carnívoros encontrados há uma grande quantidade de restos de ossos da espécie Ursus deningeri (mais de 180 indivíduos). Devido aos achados ali realizados, a Sima de los Huesos é única no mundo.

#### Portalón
O sítio do Portalón, situado na entrada da Cueva Mayor, perimitiu documentar uma parte importante da Idade do Bronze, entre 1 740 e 950 a.C. São especialmente relevantes a cerâmica decorada, com mais de 400 motivos inconográficos, e diferentes ferramentas de osso e de bronze, assim como adornos de osso, corno e marfim. As escavações foram até ao nível do Pleistoceno Superior, o qual apresenta pouco impacto antrópico. As ocupações mais relevante são do Neolítico, Calcolítico e Idade do Bronze.
No esqueleto de uma criança do sexo masculino, datado diretamente por carbono-14 de 3 080 ou 3 070 a.C., foram detetadas evidências de raquitismo e escorbuto, doenças metabólicas das quais há muito poucas evidências em jazidas arqueológicas europeias de idade semelhante. Essas doenças indicam a pobreza da alimentação ou as condições de saúde das populações.

#### Galeria de Sílex
Esta galeria, descoberta em 1964 pelo Grupo Espeleológico Edelweiss de Burgos, oferece espetaculares vestígios da Idade do Bronze. Esteve fechada desde um tempo muito próximo daquela épocam o que proporcionou condições de conservação excecionais ao solo onde se desenvolveram as atividades humanas e a arte rupestre. Numa das sua câmaras encontrou-se uma multiplicidade de restos humanos e animais, com ferramentas de pedra e osso, bem como de cerâmica, o que evidencia uma atividade de caráter ritual. Há numerosas pinturas e gravações nas paredes e muitos dos símbolos pintados aparecem na cerâmica.

### Outras jazidas do complexo de Atapuerca

#### Miradouro
A jazida do Miradouro é mais distante do núcleo do complexo arqueológico. Ali se encontraram restos datados do Neolítico, Calcolítico e Idade do Bronze. A descoberta de um enterramento de seis indivíduos de diferentes idades e sexos, datados de 1 720 a.C., indica que o local era usado como caverna tumular.

#### Vale das Orquídeas
Esta jazida situa-se no exterior e não numa caverna. Data de há 27 a 30 mil anos, pertencendo ao Pleistoceno Superior, não havendo vestígios de ocupações noutras épocas. A sua localização deve-se aos recursos existentes na zona e às condições de domínio territorial da área.

## Sequência cultural a partir dos artefatos líticos
Através do estudo das técnicas de fabrico das ferramentas de pedra, conhecidas como indústria lítica, é possível datar os achados encontrados nas diversas escavações.
Em Atapuerca foi possível completar uma sequência da evolução tecnológica pré-histórica que comprova que as cavernas daquele local foram ocupadas por todas as culturas que se conhecem do Pleistoceno Inferior e Médio na Europa. No síto da Galeria foi estabelecida uma série relativamente completa do modo 2 (ou Acheulense). No da Grande Dolina foi identificada indústria lítica do modo 1 (ou Olduvaiense) e do modo 3 (ou Musteriense). Também na Grande Dolina, no início da década de 2010 tentava-se completar toda a evolução tecnológica do Pleistoceno. Estavam reconhecidas as seguintes fases:
- Modo técnico 1 ou Olduvaiense — Segundo os investigadores das escavações em Atapuerca, a indústria do modo 1 é mais antiga e carateriza-se por ferramentas mais simples: lascas sem retoques e seixos talhados. Na campanha do ano 2000, foi encontrada uma lasca de sílex com pelo menos um milhão de anos na Sima del Elefante. Foram também localizadas peças com quase um milhão de anos nos níveis TD4 e TD5 da Grande Dolina, apesar da série mais significativa corresponda ao estrato TD6, com cerca de 780 000 anos, em cuja sondagem apareceram 268 utensílios e os restos de Homo antecessor. Entre eles há peças de quartzito, calcário, quartzo e sílex: seixos sem talha (manuports, percutores, etc.), seixos talhados, lascas, denticulados[nt 1] e rascadores.[nt 2] Os núcleos[nt 3] são quase sempre desorganizados (método ortogonal multifacial), mas também há alguns polarizados (método ortogonal longitudinal) e outros, em menor número, centrípetos. Por tudo isso, os investigadores que trabalham na serra de Atapuerca consideram que a Grande Dolina é a primeira jazida do Pleistoceno Europeu onde está presente toda a sequência da evolução das primeiras peças de indústria.
- Modo técnico 2 ou Acheulense — Aparece basicamente nos níveis da jazida da Galeria, com antiguidades que oscilam entre os 350 000 e os 128 000 anos. A maior parte das peças correspondem a níveis sucessivos de ocupação, muito esporádicos (de curta duração), nos estratos TG10 e TG11, destacado-se as peças de sílex, embora haja todo o tipo de matérias primas. Simplificando muito, pode dizer-se que no modo 2 as peças são trabalhadas de forma radial e por isso os tipos mais caraterísticos são o biface e os núcleos centrípetos. Também aparecem cutelos[nt 4] e triedros, bem como rascadores,[nt 2] pontas e denticulados.[nt 1] Os núcleios eram, na sua maior parte, explorados por meio de extrações organizadas (centrípetas e paralelas). Em Atapuerca os bifaces evoluíram para uma morfologia mais alargada, com talhas cada vez mais flexíveis. Culturalmente partiu-se de uma posição itermédia dentro do Acheulense até chegar a um  Acheulense Superior no topo da sequência.
- Modo técnico 3 ou Musteriense Antigo — Presente na jazida da Grande Dolina, onde a indústria do nível TD10, com cerca de 350 000 anos, assinala a transição entre os períodos Acheulense e Musteriense. Mais acima, nos níveis TD11 e TD12, com cerca de 300 000 anos, aparecem utensílios de lasca de tamanho pequeno e médio e núcleos[nt 3] de extrações centrípetas bastante padronizadas. Pelo que se constata em Atapuerca, no modo 3 os humanos aprenderam a retirar do mesmo volume de pedra maior quantidade de gumes. Na Europa, esta técnica está associada aos neandertais.

A gama crono-cultural ainda está a ser completada, com achados que poderão estender a sequência até ao final do Pleistoceno no Portalón de la Cueva Mayor, na Cueva del Mirador e no Vale das Orquídeas. É bastante difícil correlacionar estes dados — recolhidos no complexo cárstico de Atapuerca — com outros procedentes de sítios ao ar livre, mas somente Atapuerca permite afirmar com solidez científica a presença humana ao longo do Pleistoceno e somente ali se consegue nivelar com datas absolutas.

## Repercussão científica
Atapuerca tem o conjunto de vestígios humanos mais antigos e mais numerosos da Europa.[carece de fontes?] Foi inscrita na lista de Património da Humanidade da UNESCO em 2000 e as descobertas ali realizadas têm tido uma enorme repercussão científica.[carece de fontes?] O conjunto das jazidas está classificado como "Lugar de interesse geológico espanhol de relevância internacional" (Geosite) pelo Instituto Geológico e Mineiro de Espanha, com a denominação "VP006: Atapuerca", na categoria de "jazidas de vertebrados do Plioceno-Pleistoceno espanhol.
A equipa de investigadores publica em revistas científicas internacionais de prestígio, como a Nature, PNAS e Science e é reconhecida internacionalmente no campo da paleoantropologia.[carece de fontes?]
O facto de alguns dos achados datarem de há 800 000 anos e outros de até 1,2 milhões de anos mudou as teorias de sobre quem foram os primeiros povoadores da Europa, quando ocuparam este continente, quais as suas origens e quais as suas caraterísticas. Por outro lado, alguns dos vestígios destacam-se por formarem um coletivo, ou seja, não são de indivíduos isolados, o que permite aos cientistas tentar reconstruir a vida de um grupo de hominídeos com mais de 30 indivíduos de há 300 000 anos. Os achados de Atapuerca mostram-nos passo a passo uma grande parte da evolução humana.[carece de fontes?]